# Tournoi féminin de Dubaï de rugby à sept 2019
Ne doit pas être confondu avec Tournoi de Dubaï de rugby à sept 2019.
Navigation
2018 2021 (nov.)
Le Tournoi féminin de Dubaï de rugby à sept 2019 est la deuxième étape de la saison 2019-2020 du circuit féminin des World Rugby Sevens Series. Elle se déroule sur trois jours du 5 au 7 décembre 2019 au The Sevens Stadium de Dubaï.
Cette édition est remportée par la Nouvelle-Zélande, après avoir battu le Canada en finale.

## Équipes participantes
Douze équipes participent au tournoi, dont une invitée :
- Angleterre
- Australie
- Brésil
- Canada
- Espagne
- États-Unis
- Fidji
- France
- Irlande
- Japon (invitée)
- Nouvelle-Zélande
- Russie

## Tournoi principal

### Phase de poules

#### Poule A
| Rang | Pays       | J | V | N | D | Pm | Pe | Diff | Pts |
| ---- | ---------- | - | - | - | - | -- | -- | ---- | --- |
| 1    | États-Unis | 3 | 3 | 0 | 0 | 96 | 31 | +65  | 9   |
| 2    | Canada     | 3 | 2 | 0 | 1 | 77 | 53 | +24  | 7   |
| 3    | Russie     | 3 | 1 | 0 | 2 | 55 | 64 | -9   | 5   |
| 4    | Brésil     | 3 | 0 | 0 | 3 | 14 | 94 | -80  | 3   |

|  | Qualifiée pour la Cup           |
|  | Reversée en match de classement |

| 5 décembre 2019 15 h 34 UTC+04:00 | Canada | 24 - 19 | Russie | The Sevens Stadium, Dubaï |
| 5 décembre 2019 15 h 34 UTC+04:00 |        |         |        | The Sevens Stadium, Dubaï |
| 5 décembre 2019 15 h 34 UTC+04:00 |        |         |        | The Sevens Stadium, Dubaï |

| 5 décembre 2019 15 h 58 UTC+04:00 | États-Unis | 29 - 7 | Brésil | The Sevens Stadium, Dubaï |
| 5 décembre 2019 15 h 58 UTC+04:00 |            |        |        | The Sevens Stadium, Dubaï |
| 5 décembre 2019 15 h 58 UTC+04:00 |            |        |        | The Sevens Stadium, Dubaï |

| 6 décembre 2019 9 h 44 UTC+04:00 | Canada | 43 - 0 | Brésil | The Sevens Stadium, Dubaï |
| 6 décembre 2019 9 h 44 UTC+04:00 |        |        |        | The Sevens Stadium, Dubaï |
| 6 décembre 2019 9 h 44 UTC+04:00 |        |        |        | The Sevens Stadium, Dubaï |

| 6 décembre 2019 10 h 6 UTC+04:00 | États-Unis | 33 - 14 | Russie | The Sevens Stadium, Dubaï |
| 6 décembre 2019 10 h 6 UTC+04:00 |            |         |        | The Sevens Stadium, Dubaï |
| 6 décembre 2019 10 h 6 UTC+04:00 |            |         |        | The Sevens Stadium, Dubaï |

| 6 décembre 2019 14 h 56 UTC+04:00 | Russie | 22 - 7 | Brésil | The Sevens Stadium, Dubaï |
| 6 décembre 2019 14 h 56 UTC+04:00 |        |        |        | The Sevens Stadium, Dubaï |
| 6 décembre 2019 14 h 56 UTC+04:00 |        |        |        | The Sevens Stadium, Dubaï |

| 6 décembre 2019 15 h 18 UTC+04:00 | États-Unis | 34 - 10 | Canada | The Sevens Stadium, Dubaï |
| 6 décembre 2019 15 h 18 UTC+04:00 |            |         |        | The Sevens Stadium, Dubaï |
| 6 décembre 2019 15 h 18 UTC+04:00 |            |         |        | The Sevens Stadium, Dubaï |

#### Poule B
| Rang | Pays      | J | V | N | D | Pm  | Pe | Diff | Pts |
| ---- | --------- | - | - | - | - | --- | -- | ---- | --- |
| 1    | Australie | 3 | 3 | 0 | 0 | 114 | 10 | +104 | 9   |
| 2    | Fidji     | 3 | 1 | 1 | 1 | 47  | 69 | -22  | 6   |
| 3    | Espagne   | 3 | 1 | 1 | 1 | 36  | 67 | -31  | 6   |
| 4    | Irlande   | 3 | 0 | 0 | 3 | 27  | 78 | -51  | 3   |

|  | Qualifiée pour la Cup           |
|  | Reversée en match de classement |

| 5 décembre 2019 14 h 50 UTC+04:00 | Espagne | 12 - 10 | Irlande | The Sevens Stadium, Dubaï |
| 5 décembre 2019 14 h 50 UTC+04:00 |         |         |         | The Sevens Stadium, Dubaï |
| 5 décembre 2019 14 h 50 UTC+04:00 |         |         |         | The Sevens Stadium, Dubaï |

| 5 décembre 2019 15 h 12 UTC+04:00 | Australie | 38 - 0 | Fidji | The Sevens Stadium, Dubaï |
| 5 décembre 2019 15 h 12 UTC+04:00 |           |        |       | The Sevens Stadium, Dubaï |
| 5 décembre 2019 15 h 12 UTC+04:00 |           |        |       | The Sevens Stadium, Dubaï |

| 6 décembre 2019 9 h 0 UTC+04:00 | Espagne | 19 - 19 | Fidji | The Sevens Stadium, Dubaï |
| 6 décembre 2019 9 h 0 UTC+04:00 |         |         |       | The Sevens Stadium, Dubaï |
| 6 décembre 2019 9 h 0 UTC+04:00 |         |         |       | The Sevens Stadium, Dubaï |

| 6 décembre 2019 9 h 22 UTC+04:00 | Australie | 38 - 5 | Irlande | The Sevens Stadium, Dubaï |
| 6 décembre 2019 9 h 22 UTC+04:00 |           |        |         | The Sevens Stadium, Dubaï |
| 6 décembre 2019 9 h 22 UTC+04:00 |           |        |         | The Sevens Stadium, Dubaï |

| 6 décembre 2019 14 h 12 UTC+04:00 | Irlande | 12 - 28 | Fidji | The Sevens Stadium, Dubaï |
| 6 décembre 2019 14 h 12 UTC+04:00 |         |         |       | The Sevens Stadium, Dubaï |
| 6 décembre 2019 14 h 12 UTC+04:00 |         |         |       | The Sevens Stadium, Dubaï |

| 6 décembre 2019 14 h 34 UTC+04:00 | Australie | 38 - 5 | Espagne | The Sevens Stadium, Dubaï |
| 6 décembre 2019 14 h 34 UTC+04:00 |           |        |         | The Sevens Stadium, Dubaï |
| 6 décembre 2019 14 h 34 UTC+04:00 |           |        |         | The Sevens Stadium, Dubaï |

#### Poule C
| Rang | Pays             | J | V | N | D | Pm  | Pe  | Diff | Pts |
| ---- | ---------------- | - | - | - | - | --- | --- | ---- | --- |
| 1    | France           | 3 | 3 | 0 | 0 | 69  | 21  | +48  | 9   |
| 2    | Nouvelle-Zélande | 3 | 2 | 0 | 1 | 102 | 31  | +71  | 7   |
| 3    | Angleterre       | 3 | 1 | 0 | 2 | 43  | 83  | -40  | 5   |
| 4    | Japon            | 3 | 0 | 0 | 3 | 21  | 100 | -79  | 3   |

|  | Qualifiée pour la Cup           |
|  | Reversée en match de classement |

| 5 décembre 2019 16 h 20 UTC+04:00 | France | 29 - 0 | Angleterre | The Sevens Stadium, Dubaï |
| 5 décembre 2019 16 h 20 UTC+04:00 |        |        |            | The Sevens Stadium, Dubaï |
| 5 décembre 2019 16 h 20 UTC+04:00 |        |        |            | The Sevens Stadium, Dubaï |

| 5 décembre 2019 16 h 42 UTC+04:00 | Nouvelle-Zélande | 48 - 0 | Japon | The Sevens Stadium, Dubaï |
| 5 décembre 2019 16 h 42 UTC+04:00 |                  |        |       | The Sevens Stadium, Dubaï |
| 5 décembre 2019 16 h 42 UTC+04:00 |                  |        |       | The Sevens Stadium, Dubaï |

| 6 décembre 2019 10 h 28 UTC+04:00 | France | 21 - 7 | Japon | The Sevens Stadium, Dubaï |
| 6 décembre 2019 10 h 28 UTC+04:00 |        |        |       | The Sevens Stadium, Dubaï |
| 6 décembre 2019 10 h 28 UTC+04:00 |        |        |       | The Sevens Stadium, Dubaï |

| 6 décembre 2019 10 h 50 UTC+04:00 | Nouvelle-Zélande | 40 - 12 | Angleterre | The Sevens Stadium, Dubaï |
| 6 décembre 2019 10 h 50 UTC+04:00 |                  |         |            | The Sevens Stadium, Dubaï |
| 6 décembre 2019 10 h 50 UTC+04:00 |                  |         |            | The Sevens Stadium, Dubaï |

| 6 décembre 2019 15 h 40 UTC+04:00 | Angleterre | 31 - 14 | Japon | The Sevens Stadium, Dubaï |
| 6 décembre 2019 15 h 40 UTC+04:00 |            |         |       | The Sevens Stadium, Dubaï |
| 6 décembre 2019 15 h 40 UTC+04:00 |            |         |       | The Sevens Stadium, Dubaï |

| 6 décembre 2019 16 h 2 UTC+04:00 | Nouvelle-Zélande | 14 - 19 | France | The Sevens Stadium, Dubaï |
| 6 décembre 2019 16 h 2 UTC+04:00 |                  |         |        | The Sevens Stadium, Dubaï |
| 6 décembre 2019 16 h 2 UTC+04:00 |                  |         |        | The Sevens Stadium, Dubaï |

### Phase finale

#### Cup
|  | Quarts de finale                    | Quarts de finale                    |                                     |                                     | Demi-finales                        | Demi-finales                        |   |  | Finale                              | Finale                              |
|  | Quarts de finale                    | Quarts de finale                    |                                     |                                     | Demi-finales                        | Demi-finales                        |   |  | Finale                              | Finale                              |
|  |                                     |                                     |                                     |                                     |                                     |                                     |   |  |                                     |                                     |
|  | 7 décembre 2019 à 9 h 44 UTC+04:00  | 7 décembre 2019 à 9 h 44 UTC+04:00  |                                     |                                     | 7 décembre 2019 à 14 h 14 UTC+04:00 | 7 décembre 2019 à 14 h 14 UTC+04:00 |   |  | 7 décembre 2019 à 18 h 33 UTC+04:00 | 7 décembre 2019 à 18 h 33 UTC+04:00 |
|  | 7 décembre 2019 à 9 h 44 UTC+04:00  | 7 décembre 2019 à 9 h 44 UTC+04:00  |                                     |                                     | 7 décembre 2019 à 14 h 14 UTC+04:00 | 7 décembre 2019 à 14 h 14 UTC+04:00 |   |  | 7 décembre 2019 à 18 h 33 UTC+04:00 | 7 décembre 2019 à 18 h 33 UTC+04:00 |
|  | Australie                           | 21                                  |                                     |                                     | 7 décembre 2019 à 14 h 14 UTC+04:00 | 7 décembre 2019 à 14 h 14 UTC+04:00 |   |  | 7 décembre 2019 à 18 h 33 UTC+04:00 | 7 décembre 2019 à 18 h 33 UTC+04:00 |
|  | Australie                           | 21                                  |                                     |                                     | 7 décembre 2019 à 14 h 14 UTC+04:00 | 7 décembre 2019 à 14 h 14 UTC+04:00 |   |  | 7 décembre 2019 à 18 h 33 UTC+04:00 | 7 décembre 2019 à 18 h 33 UTC+04:00 |
|  | Espagne                             | 0                                   |                                     |                                     | 7 décembre 2019 à 14 h 14 UTC+04:00 | 7 décembre 2019 à 14 h 14 UTC+04:00 |   |  | 7 décembre 2019 à 18 h 33 UTC+04:00 | 7 décembre 2019 à 18 h 33 UTC+04:00 |
|  | Espagne                             | 0                                   | Australie                           | 12                                  |                                     |                                     |   |  | 7 décembre 2019 à 18 h 33 UTC+04:00 | 7 décembre 2019 à 18 h 33 UTC+04:00 |
|  | 7 décembre 2019 à 10 h 6 UTC+04:00  |                                     | Australie                           | 12                                  |                                     |                                     |   |  | 7 décembre 2019 à 18 h 33 UTC+04:00 | 7 décembre 2019 à 18 h 33 UTC+04:00 |
|  |                                     | Canada                              | 26                                  |                                     |                                     |                                     |   |  | 7 décembre 2019 à 18 h 33 UTC+04:00 | 7 décembre 2019 à 18 h 33 UTC+04:00 |
|  | France                              | Canada                              | 26                                  | 7                                   |                                     |                                     |   |  | 7 décembre 2019 à 18 h 33 UTC+04:00 | 7 décembre 2019 à 18 h 33 UTC+04:00 |
|  | France                              |                                     |                                     | 7                                   |                                     |                                     |   |  | 7 décembre 2019 à 18 h 33 UTC+04:00 | 7 décembre 2019 à 18 h 33 UTC+04:00 |
|  | Canada                              | 19                                  |                                     |                                     |                                     |                                     |   |  | 7 décembre 2019 à 18 h 33 UTC+04:00 | 7 décembre 2019 à 18 h 33 UTC+04:00 |
|  | Canada                              | 19                                  | Canada                              | 14                                  |                                     |                                     |   |  |                                     |                                     |
|  | 7 décembre 2019 à 10 h 28 UTC+04:00 |                                     | Canada                              | 14                                  |                                     |                                     |   |  |                                     |                                     |
|  |                                     | Nouvelle-Zélande                    | 17                                  |                                     |                                     |                                     |   |  |                                     |                                     |
|  | Fidji                               | Nouvelle-Zélande                    | 17                                  | 10                                  |                                     |                                     |   |  |                                     |                                     |
|  | Fidji                               | 7 décembre 2019 à 14 h 36 UTC+04:00 |                                     | 10                                  |                                     |                                     |   |  |                                     |                                     |
|  | Nouvelle-Zélande                    | 24                                  |                                     |                                     |                                     |                                     |   |  |                                     |                                     |
|  | Nouvelle-Zélande                    | 24                                  | Nouvelle-Zélande                    | 24                                  |                                     |                                     |   |  |                                     |                                     |
|  | 7 décembre 2019 à 10 h 50 UTC+04:00 | 7 décembre 2019 à 10 h 50 UTC+04:00 | Nouvelle-Zélande                    | 24                                  | Médaille de bronze                  | Médaille de bronze                  |   |  |                                     |                                     |
|  | 7 décembre 2019 à 10 h 50 UTC+04:00 | 7 décembre 2019 à 10 h 50 UTC+04:00 |                                     | États-Unis                          | Médaille de bronze                  | Médaille de bronze                  | 7 |  |                                     |                                     |
|  | États-Unis                          | 28                                  | 7 décembre 2019 à 17 h 38 UTC+04:00 | 7 décembre 2019 à 17 h 38 UTC+04:00 |                                     |                                     | 7 |  |                                     |                                     |
|  | États-Unis                          | 28                                  | 7 décembre 2019 à 17 h 38 UTC+04:00 | 7 décembre 2019 à 17 h 38 UTC+04:00 |                                     |                                     |   |  |                                     |                                     |
|  | Russie                              | 7                                   |                                     | Australie                           | 7                                   |                                     |   |  |                                     |                                     |
|  | Russie                              | 7                                   |                                     | Australie                           | 7                                   |                                     |   |  |                                     |                                     |
|  |                                     |                                     |                                     |                                     |                                     |                                     |   |  | États-Unis                          | 24                                  |
|  |                                     |                                     |                                     |                                     |                                     |                                     |   |  | États-Unis                          | 24                                  |

#### 9eplace
| 7 décembre 2019 9 h 22 UTC+04:00 | Angleterre | 26 - 21 | Irlande | The Sevens Stadium, Dubaï |
| 7 décembre 2019 9 h 22 UTC+04:00 |            |         |         | The Sevens Stadium, Dubaï |
| 7 décembre 2019 9 h 22 UTC+04:00 |            |         |         | The Sevens Stadium, Dubaï |

#### 11eplace
| 7 décembre 2019 9 h 0 UTC+04:00 | Japon | 12 - 14 | Brésil | The Sevens Stadium, Dubaï |
| 7 décembre 2019 9 h 0 UTC+04:00 |       |         |        | The Sevens Stadium, Dubaï |
| 7 décembre 2019 9 h 0 UTC+04:00 |       |         |        | The Sevens Stadium, Dubaï |

## Classement final
| Rang               | Équipe           |
| ------------------ | ---------------- |
| Médaille d'or      | Nouvelle-Zélande |
| Médaille d'argent  | Canada           |
| Médaille de bronze | États-Unis       |
| 4                  | Australie        |
| 5                  | France           |
| 6                  | Russie           |
| 7                  | Fidji            |
| 8                  | Espagne          |
| 9                  | Angleterre       |
| 10                 | Irlande          |
| 11                 | Brésil           |
| 12                 | Japon            |

## Joueuses

### Meilleures marqueuses
| Rang | Joueuse           | Essais marqués |
| ---- | ----------------- | -------------- |
| 1    | Stacey Waaka      | 9              |
| 2    | Kristi Kirshe     | 7              |
| 3    | Kelly Brazier     | 6              |
| 4    | Alev Kelter       | 5              |
| 4    | Ana Maria Naimasi | 5              |

### Meilleures réalisatrices
| Rang | Joueuse          | Points marqués |
| ---- | ---------------- | -------------- |
| 1    | Stacey Waaka     | 45             |
| 2    | Sharni Williams  | 44             |
| 3    | Alev Kelter      | 41             |
| 4    | Tyla Nathan-Wong | 38             |
| 5    | Kristi Kirshe    | 35             |

### Distinctions
| Distinctions         | Joueuse      |
| -------------------- | ------------ |
| Impact Player        | Stacey Waaka |
| Joueuse de la finale | Stacey Waaka |

### Équipe type
| Poste    | Joueuse          |
| -------- | ---------------- |
| Arrières | Stacey Waaka     |
| Arrières | Kristi Kirshe    |
| Arrières | Brittany Benn    |
| Arrières | Ghislaine Landry |
| Avants   | Sharni Williams  |
| Avants   | Ruby Tui         |
| Avants   | Emma Tonegato    |